# Louan-Villegruis-Fontaine
Louan-Villegruis-Fontaine – miejscowość i gmina we Francji, w regionie Île-de-France, w departamencie Sekwana i Marna.
Według danych na rok 1990 gminę zamieszkiwało 427 osób, a gęstość zaludnienia wynosiła 11 osób/km² (wśród 1287 gmin regionu Île-de-France Louan-Villegruis-Fontaine plasuje się na 848. miejscu pod względem liczby ludności, natomiast pod względem powierzchni na miejscu 7.).